# Auslandsabteilung der OHL
Die Auslandsabteilung der OHL (OHLA) war eine Propagandaabteilung der deutschen Obersten Heeresleitung (OHL) zur Beeinflussung der alliierten Presse während des Ersten Weltkrieges.

## Entstehung und Entwicklung
Die Abteilung ging im Juli 1918 durch Umbenennung aus der zwei Jahre zuvor gegründeten „Militärischen Stelle beim Auswärtigen Amt“ (MAA) hervor. Diese war der Nachrichtenabteilung des Auswärtigen Amtes angegliedert und sollte den Einfluss der OHL auf die Auslandspropaganda des AA sicherstellen. Die OHL selbst verfügte zwar über ein Kriegspresseamt, das jedoch nur für die Auswertung der Auslandspresse zuständig war. Bereits im Januar 1917 wurde die MAA faktisch der Kontrolle der OHL unterstellt. Ihre Leiter waren Oberstleutnant, später Oberst Hans von Haeften und ab September 1918 Major Edwin von Stülpnagel.
Die Abteilung wurde zu einer Keimzelle der Jungkonservativen. Ihr Mitarbeiter Arthur Moeller van den Bruck prägte später den Begriff „Drittes Reich“.

## Mitglieder
- Waldemar Bonsels
- Herbert Eulenburg
- Hans Grimm
- Friedrich Gundolf
- Börries Freiherr von Münchhausen
- Arthur Moeller van den Bruck